# Juan Martínez de Arrona
Juan Martínez de Arrona (hacia 1562-Lima, 1635) fue un arquitecto y escultor español de origen vasco activo en Perú en las primeras décadas del siglo XVI.
Trabajó en Lima donde contó con taller propio, realizó obras hoy desaparecidas o no identificadas para distintas iglesias de la ciudad y llegó a ser maestro mayor de obras de la Catedral. Hay constancia de que colaboró con el también escultor Martín Alonso de Mesa, siendo ambos los escultores más destacados de la época hasta que hacia 1619 se produce la llegada de la siguiente generación de escultores españoles encabezada por Pedro de Noguera.
Como maestro mayor de la catedral tuvo que reparar la parte del edificio que hacia 1609 estaba terminada y fue dañada por el terremoto de ese año, así como continuar las obras de su construcción. Hacia 1626 inició las fachadas monumentales que no llegó a concluir al fallecer en el año 1635.
De su obra escultórica la única documentada es la cajonería de la sacristía de la Catedral de Lima (1608),  si bien su diseño original se vería alterado por las intervenciones realizadas en 1618 por Martín Alonso de Mesa que modificó su arquitectura con la adicción de nuevos cajones, y en 1631 por Pedro de Noguera que incluyó nuevas tallas y pudo modificar las existentes. 
De entre las obras atribuidas se pueden destacar:
- Sillería del coro del convento de Santo Domingo de Lima (1603), obra en la que se observa la mano de varios escultores.
- Intervenciones en el retablo mayor del convento de la Concepción, obra contratada por Martín Alonso de Mesa y en el que también intervinieron Juan Simón y Juan García Salguero.